# Jeff Larentowicz
Jeff Larentowicz (Pasadena, California, Estados Unidos, 5 de agosto de 1983) es un futbolista estadounidense. Juega de centrocampista defensivo y de defensa y su equipo es el Atlanta United de la Major League Soccer.
Fue internacional con la selección de los Estados Unidos entre los años 2011 y 2012, donde jugó cuatro encuentros.

## Trayectoria

### New England Revolution
Entre 2001 y 2004 Larentowicz jugó con los Bears de la Universidad Brown. Fue elegido por New England Revolution en la cuarta ronda del draft suplementario de 2005. En su primera temporada disputó sólo un minuto en el primer equipo. El mismo año fue cedido a préstamo a los New Hampshire Phantoms de la USL Second Division.
A partir de 2006 gozó de más minutos en cancha. Ese año fue titular en 19 partidos e ingresó como suplente en otros siete. 

### Colorado Rapids
El 21 de enero de 2010, fue transferido al Colorado Rapids como intercambio junto con Wells Thompson por Preston Burpo, Cory Gibbs, la selección del SuperDraft MLS 2011 y dinero. 

### Chicago Fire
El 16 de enero de 2013, Larentowicz llegó a Chicago Fire como intercambio. Jugó 32 encuentros en la temporada 2013, anotó 2 goles, y contribuyó con cuatro asistencias. Se volvió el capitán del equipo luego del retiro de Logan Pause en 2014.

### LA Galaxy
A finales de la temporada 2015, la opción de contrato de Larentowicz no fue usada por Chicago, y el 6 de enero de 2016 LA Galaxy lo fichó en calidad de agente libre. Debutó el 23 de abril de 2016 contra el Real Salt Lake, donde los galaxy ganaron por 5-2.

### Atlanta United
Fichó por Atlanta United como agente libre en diciembre de 2016, y jugó la temporada inaugural del club en el 2017.

## Selección nacional
Ha sido internacional con la selección de fútbol de los Estados Unidos entre los años 2011 y 2012, donde ha jugado 4 partidos a nivel internacional.

## Clubes
Ref.
| Club                            | País           | Año             |
| ------------------------------- | -------------- | --------------- |
| New England Revolution          | Estados Unidos | 2005 - 2009     |
| New Hampshire Phantoms (Cesión) | Estados Unidos | 2005            |
| Colorado Rapids                 | Estados Unidos | 2010- 2013      |
| Chicago Fire                    | Estados Unidos | 2013 - 2015     |
| Los Angeles Galaxy              | Estados Unidos | 2016            |
| Los Angeles Galaxy II (Cesión)  | Estados Unidos | 2016            |
| Atlanta United                  | Estados Unidos | 2017 - presente |

## Palmarés

### Títulos nacionales
| Título                   | Club                   | País           | Año  |
| ------------------------ | ---------------------- | -------------- | ---- |
| Lamar Hunt U.S. Open Cup | New England Revolution | Estados Unidos | 2007 |
| SuperLiga Norteamericana | New England Revolution | Estados Unidos | 2008 |
| Conference Cup           | New England Revolution | Estados Unidos | 2005 |
| Conference Cup           | New England Revolution | Estados Unidos | 2006 |
| Conference Cup           | New England Revolution | Estados Unidos | 2007 |
| Conference Cup           | Colorado Rapids        | Estados Unidos | 2010 |
| MLS Cup                  | Colorado Rapids        | Estados Unidos | 2010 |
| Conference Cup           | Atlanta United         | Estados Unidos | 2018 |
| MLS Cup                  | Atlanta United         | Estados Unidos | 2018 |